# 355
Năm 355 là một năm trong lịch Julius. 